# Curis-au-Mont-d’Or

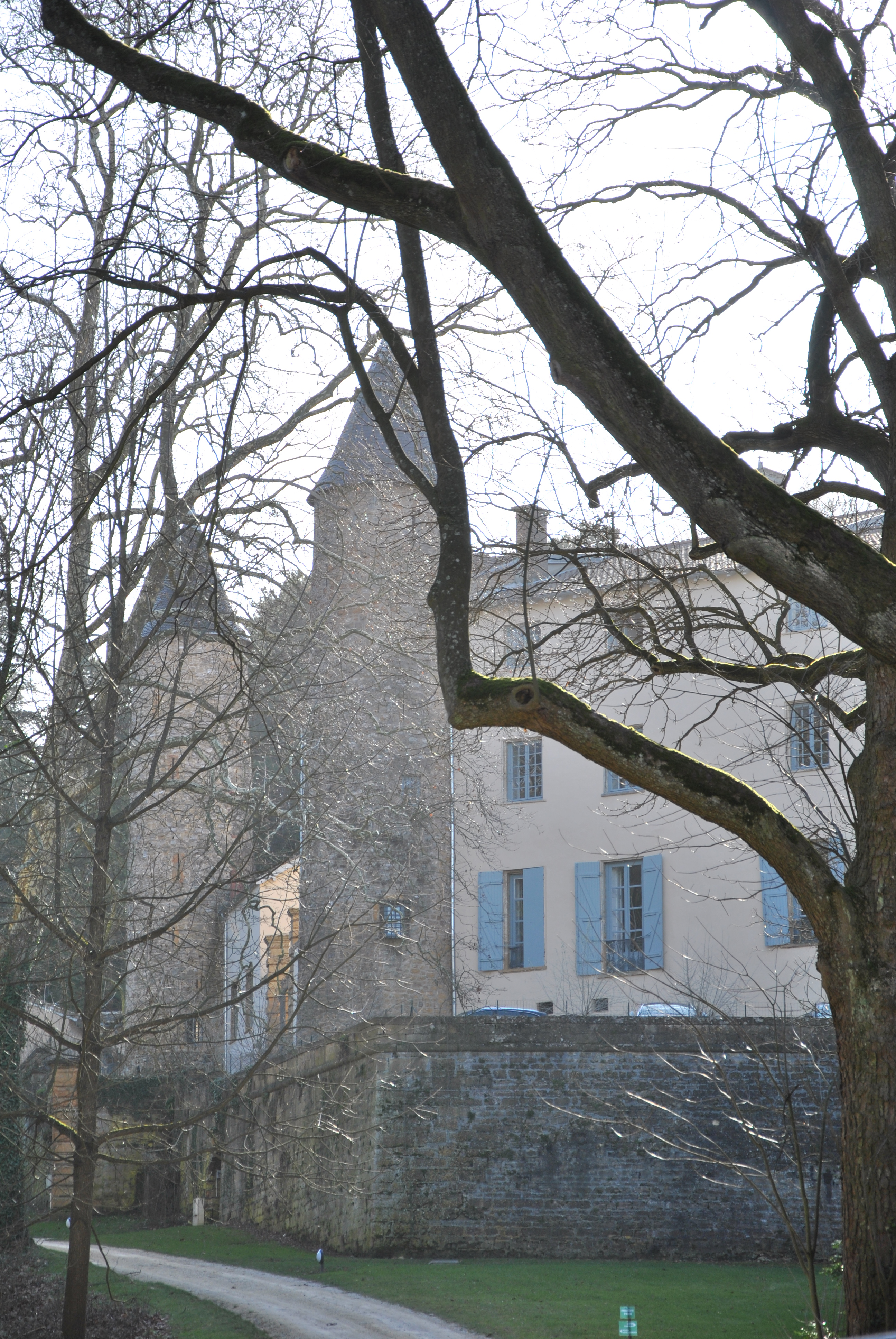
Zamek Trolanderie, 2011

Curis-au-Mont-d’Or – miejscowość i gmina we Francji, w regionie Owernia-Rodan-Alpy, w departamencie Rodan.
Według danych na rok 1990 gminę zamieszkiwało 735 osób, a gęstość zaludnienia wynosiła 243 os./km² (wśród 2880 gmin regionu Rodan-Alpy Curis-au-Mont-d’Or plasuje się na 955. miejscu pod względem liczby ludności, natomiast pod względem powierzchni na miejscu 1648.).